# Братское (Петровская поселковая община)
Бра́тское (укр. Братське) — село в Петровской поселковой общине Александрийского района Кировоградской области Украины.
До 2020 года входило в Петровский район
Население по переписи 2001 года составляло 300 человек. Почтовый индекс — 28338. Телефонный код — 5237. Код КОАТУУ — 3524983102.